# Beallsville, Ohio
Beallsville [ˈbɛlzvᵻl] är en ort i Monroe County i delstaten Ohio. Vid 2010 års folkräkning hade Beallsville 409 invånare.